# Сучичі
Сучичі (хорв. Sučići) — населений пункт у Хорватії, в Приморсько-Горанській жупанії у складі громади Мощеницька Драга.

## Населення
Населення за даними перепису 2011 року становило 45 осіб.
Динаміка чисельності населення поселення: